# 3708 Socus
A 3708 Socus (ideiglenes jelöléssel 1974 FV1) egy kisbolygó a Naprendszerben. Chilei Egyetem fedezte fel 1974. március 21-én.